# خشونت در قرآن

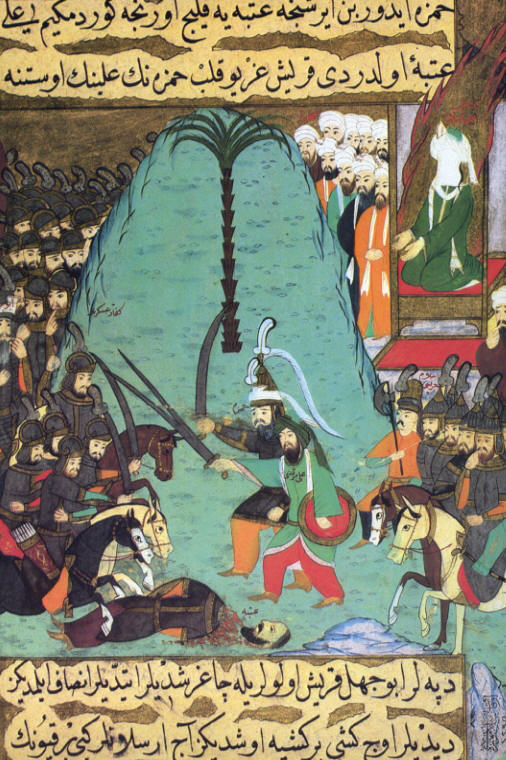
دفاع مسلمانان در برابر مشرکانی که لجاجت و عناد می‌ورزیدند

قرآن، کتاب مقدس اسلام، شامل آیاتی است که به عقیدهٔ مسلمانان به محمد، در زمان‌ها و شرایط مختلفی وحی شده‌است – برخی آیات ترغیب و تشویق به خشونت بر ضد دشمنان می‌کنند و برخی بر خویشتن داری و مصالحه. به دلیل این که بعضی آیات بقیه را نسخ می‌کنند، و به دلیل این که تصور می‌شود برخی از آن‌ها فرمان‌های کلی هستند در حالی که بقیه به دشمنان خاصی اشاره دارند، این که چگونه آیات درک می‌شوند و این که چه رابطه‌ای با هم دارند «مسئله‌ای اصلی در تفکر اسلامی در مورد جنگ بوده‌است»، بنا به گفتهٔ محققانی همچون چارلز متیوز.
در حالی که محققان متعددی شرح می‌دهند که عبارات قرآنی در مورد خشونت فقط در زمینه پاسخی دفاعی به ظلم هستند، گروه‌های خشن آیات را برای صحه گذاشتن بر اعمال خشونت آمیزشان تفسیر کرده‌اند و آموزه‌های قرآن در مورد خشونت و جنگ را به موضوع بحثی داغ تبدیل کرده‌اند.

## آیات سیف
به گفته Dipak kutha، «بخش زیادی از توجیهات دینی برای خشونت بر ضد ناباوران (دارالکفر) توسط مبلغان جهاد، بر حسب 'آیات سیف' قرآن هستند.» (مسلمانان به‌طور سنتی از عبارت مفرد آیه سیف (به معنی آیه شمشیر) استفاده می‌کنند) قرآن شامل بخش‌هایی است که می‌توانند طوری تفسیر شوند که بر خشونت صحه بگذارند.